# Перепечко, Александр Юрьевич
Алекса́ндр Ю́рьевич Перепе́чко (бел. Аляксандр Юр'евіч Перапечка; 7 апреля 1989, Минск, БССР, СССР) — белорусский футболист, полузащитник.

## Карьера

### Клубная
Воспитанник минского «Арсенала». Первый тренер — Михаил Францевич Шутович.
С 2008 по 2010 годы с перерывами выступал за рижские клубы: сначала за «Олимп», затем за «Сконто».
В 2011 году выступал за минское «Динамо», в 2012-м — в «Белшине».
В марте 2013 года стал игроком брестского «Динамо». Дебютировал за «Динамо» в матче 1-го тура, в котором отметился голом на 83-й минуте. Сначала выступал в основе, позднее стал только выходить на замену, в июне главный тренер Владимир Курнев перевёл Перепечко в дубль. В сентябре, после ухода Курнева из клуба, вернулся в основной состав и вскоре закрепился на позиции правого полузащитника.
В сезоне 2014 был игроком основы брестского клуба. Выступал на позиции левого полузащитника. В январе 2015 года покинул «Динамо».
После ухода из «Динамо» стал тренироваться со «Слуцком» и вскоре подписал контракт с клубом. В июне 2015 года, однако, перестал появляться на поле, и 24 июня контракт со «Слуцком» был разорван. Вскоре вернулся в стан брестского «Динамо», в августе вновь стал игроком брестчан. Во второй половине сезона был игроком основы динамовцев, по окончании сезона покинул клуб.
С января 2016 года находился на просмотре в «Слуцке», с которым в феврале подписал соглашение. В декабре покинул команду. В феврале 2017 года находился на просмотре в молдавском «Милсами», позднее поддерживал форму с «Городеей». В апреле подписал контракт с «Ислочью», где чаще выходил на замену, провёл за команду 7 матчей. В июле по окончании контракта покинул клуб.
В сентябре 2018 года, проведя больше года без команды, пополнил состав минского «Торпедо». Сыграл за торпедовцев всего в двух матчах и по окончании сезона 2018 покинул команду.
В июне 2019 года получил лицензию футбольного агента.

### В сборной
Бронзовый призёр молодёжного чемпионата Европы 2011 в Дании. Был заявлен на чемпионат вместо получившего травму перед турниром Владимира Юрченко. Выступал за олимпийскую сборную Беларуси в товарищеских матчах.

## Достижения
- Чемпион Латвии: 2010
- Бронзовый призёр молодёжного чемпионата Европы: 2011